# كفر أبو جمعة
كفر أبو جمعة إحدى قرى مركز قليوب التابع لمحافظة القليوبية بجمهورية مصر العربية.

## السكان
بلغ عدد سكان كفر أبو جمعة 7,191 نسمة، حسب الإحصاء الرسمي لعام 2006.